# نکان دیونز
نکان دیونز (انگلیسی: Nekane Díez؛ زادهٔ ۱۳ اوت ۱۹۹۱) بازیکن فوتبال اهل اسپانیا است.

وی همچنین در تیم‌های ملی فوتبال زنان اسپانیا و Basque Country women's national football team بازی کرده‌است.